# Constantin Bakaki
Constantin Christ Olsen Bakaki (* 21. September 1996 in Brazzaville) ist ein kongolesischer Fußballspieler.

## Karriere
Bakaki erlernte das Fußballspielen u. a. in der Nachwuchsabteilung der Diables Noirs und wurde hier dann auch Teil der 1. Männermannschaft.
Im Sommer 2016 wurde er vom türkischen Zweitligisten Manisaspor verpflichtet.